# Face Yourself
Face Yourself (укр. Покажи себе) — третій японський і п'ятий студійний альбом південнокорейського бой-бенду BTS, випущений 4 квітня 2018 року за сприяння «Big Hit», «Virgin Music», «Universal Music Japan» і «Def Jam Recordings». Альбом містить японські версії пісень, раніше випущених у другому корейському студійному альбомі Wings (2016) і мініальбому Love Yourself: Her (2017), а також три нові оригінальні японськомовні композиції: «Don't Leave Me», «Let Go» та «Crystal Snow». Одразу після дебюту альбом посів 43 сходинку в рейтингу «Billboard 200», що зробило його третім за рейтингом японським альбомом в історії чарту.

## Передумови і випуск
Альбом було анонсовано 1 лютого 2018 року разом із датою виходу 4 квітня. У списку композицій були японськомовні записи пісень «Go Go» і «Best of Me» з корейськомовного мініальбому Love Yourself: Her 2017 року, а також пісня «Crystal Snow», вперше випущена ще в грудні 2017 з японськими версіями «Mic Drop» і «DNA». Повний трек-лист був опублікований 8 березня. Того ж дня «Don't Leave Me» було оголошено головною піснею для японської дорами «Сигнал», римейку однойменного південнокорейського телесеріалу 2016 року. Попередня версія пісні вийшла в ефір 15 березня і потрапила в чарт «Billboard Japan Hot 100» ще до її офіційного релізу. Вона посіла 25 сходинку.
Японські переклади «Blood Sweat & Tears», «DNA», «Not Today», «MIC Drop», «Go Go» і «Crystal Snow» зроблені японським репером і аранжувальником KM-Markit.

## Комерційні показники
З дебютом альбом посів 1 місце в щоденному чарті «CD Album Oricon» . Він залишався там протягом семи днів поспіль і посів перше місце в чарті «Weekly Album» із понад 282 000 проданими одиницями, вперше за шість років і п'ять місяців побивши рекорд, який раніше належав Kara. Це зробило його найкасовішим альбомом виконавця чоловічої статі в чарті «Oricon» за 2018 рік на той час. Альбом посів 12 місце в щоденному чарті на восьмий день, але протягом наступних тижнів знову піднявся вгору, досягнувши другого місця. Альбом тримався у чарті «Oricon» тринадцять тижнів. Кількість проданих одиниць дорівнювала 324 381, тому 10 травня він став першим японським альбомом «BTS», який отримав платиновий сертифікат від «RIAJ». «BTS» стали єдиними корейськими артистами, які увійшли в обидва чарти, і міжнародними артистами з найвищим рейтингом. «Tower Records Japan» повідомили, що альбом став другим найбільш продаваним альбомом корейського виконавця в Японії в 2018 році.
14 січня 2019 року альбом отримав подвійний платиновий сертифікат від «RIAJ» за продаж понад 500 000 одиниць. Це був перший альбом корейського гурту, якому вдалося досягти цього результату після випуску KARA Super Girl у грудні 2011 року.

### Сингли
Після виходу альбому пісня «Don't Leave Me» посіла 28 місце в чарті «Oricon Weekly Digital Singles». «Let Go» дебютувала із 40 сходинкою в чарті «Billboard Japan Hot 100». У лютому 2021 року пісня отримала срібний сертифікат «RIAJ» за те, що вона перевищила 30 мільйонів трансляцій у Японії.
Чотири сингли з альбому потрапили в рейтинг «World Digital Song Sales» у США. «Dont Leave Me» дебютувала на вершині чарту, у той час як «Let Go» зайняла друге місце, а «Intro: Ringwanderung» і «Outro: Crack» посіли четверте і п'яте місця.

### Нагороди
Альбом переміг у номінаціях «Альбом року» та «Кращі 3 альбоми» в категорії «Азія» на «Japan Gold Disc Awards» (2019).

## Список композицій

### Оригінальне видання
Автор слів KM-MARKIT. 
| Type A·B·C and Regular CD | Type A·B·C and Regular CD                | Type A·B·C and Regular CD                                                                                   | Type A·B·C and Regular CD | Type A·B·C and Regular CD |
| #                         | Назва                                    | Автор | Продюсер(и)               | Тривалість                |
| ------------------------- | ---------------------------------------- | --- | ------------------------- | ------------------------- |
| 1.                        | «Intro: Ringwanderung»                   | «hitman» bang RM Suga J-Hope Pdogg Ray Michael Djan Jr. Adora UTA Ashton Foster Andrew Taggart Sam Klempner | UTA                       | 1:26                      |
| 2.                        | «Best of Me» (Japanese version)          | Ashton Foster Andrew Taggart Sam Klempner Pdogg RM Suga J-Hope «hitman» bang Ray Michael Djan Jr. Adora     | Andrew Taggart Pdogg      | 3:47                      |
| 3.                        | «Blood Sweat & Tears» (Japanese version) | Pdogg RM Suga J-Hope «hitman» bang Kim Do Hoon                                                              | Pdogg                     | 3:36                      |
| 4.                        | «DNA» (Japanese version)                 | «hitman» bang Kass Pdogg Suga RM Supreme Boi                                                                | Pdogg                     | 3:43                      |
| 5.                        | «Not Today» (Japanese version)           | «hitman» bang Pdogg RM Adora Supreme Boi June                                                               | Pdogg                     | 3:53                      |
| 6.                        | «Mic Drop» (Japanese version)            | «hitman» bang Pdogg J-Hope RM Supreme Boi                                                                   | Pdogg                     | 3:58                      |
| 7.                        | «Don't Leave Me»                         | «hitman» bang Hiro Pdogg Sunny Boy UTA                                                                      | UTA                       | 3:47                      |
| 8.                        | «Go Go» (Japanese version)               | «hitman» bang Pdogg Supreme Boi                                                                             | Pdogg                     | 3:57                      |
| 9.                        | «Crystal Snow»                           | RM Kanata Okajima Soma Genda                                                                                | Soma Genda                | 5:23                      |
| 10.                       | «Spring Day» (Japanese version)          | «hitman» bang Adora RM Suga Arlissa Ruppert Pdogg Peter Ibsen                                               | Pdogg                     | 4:36                      |
| 11.                       | «Let Go»                                 | Hiro Jun Sunny Boy UTA                                                                                      | UTA                       | 4:59                      |
| 12.                       | «Outro: Crack»                           | UTA | UTA                       | 1:14                      |
| 44:19                     |                                          | |                           |                           |

### Лімітоване видання Type A·B
| Face Yourself Blu-ray + DVD | Face Yourself Blu-ray + DVD                         | Face Yourself Blu-ray + DVD |
| #                           | Назва                                               | Тривалість                  |
| --------------------------- | --------------------------------------------------- | --------------------------- |
| 1.                          | «Blood Sweat & Tears Music Video» (Japanese ver.)   |                             |
| 2.                          | «MIC Drop Music Video» (Japanese ver.)              |                             |
| 3.                          | «MIC Drop Music Video» (Japanese ver.) (dance edit) |                             |
| 4.                          | «Japan Documentary 5 Days»                          |                             |
| 5.                          | «DNA» (Live @ Yokohama Arena Event)                 |                             |
| 6.                          | «MIC Drop» (Live @ Yokohama Arena Event)            |                             |
| 7.                          | «Making of Album Jacket Photos»                     |                             |

## Чарти
| Чарт (2018—2022)                             | Найвища позиція |
| -------------------------------------------- | --------------- |
| Australian Albums (ARIA)                     | 71              |
| Австрія Austrian Albums (Ö3 Austria)         | 42              |
| Бельгія Belgian Albums (Ultratop Flanders)   | 94              |
| Канада Canadian Albums (Billboard)           | 40              |
| Croatian International Albums (HDU)          | 3               |
| Нідерланди Dutch Albums (MegaCharts)         | 116             |
| Estonian Albums (IFPI)                       | 13              |
| France Digital Albums (SNEP)                 | 40              |
| Ірландія Irish Albums (IRMA)                 | 53              |
| Japanese Albums (Oricon)                     | 1               |
| Japan Hot Albums (Billboard)                 | 1               |
| New Zealand Heatseeker Albums (RMNZ)         | 7               |
| Польща Polish Albums (ZPAV)                  | 28              |
| Шотландія Scottish Albums (OCC)              | 49              |
| Spanish Albums (PROMUSICAE)                  | 96              |
| Швейцарія Swiss Albums (Schweizer Hitparade) | 62              |
| Велика Британія UK Albums (OCC)              | 78              |
| США Billboard 200                            | 43              |
| 41                                           |                 |
| США World Albums (Billboard)                 | 1               |

| Чарт (2018)              | Позиція |
| ------------------------ | ------- |
| Japanese Albums (Oricon) | 1       |

| Чарт (2018)                 | Позиція |
| --------------------------- | ------- |
| Japanese Albums (Oricon)    | 7       |
| US World Albums (Billboard) | 13      |

## Сертифікації
| Регіон                                                      | Сертифікація  | Продажі                     |
| ----------------------------------------------------------- | ------------- | --------------------------- |
| Японія (RIAJ)                                               | 2× Платиновий | 338,324 (Фіз.) 4,871 (Циф.) |
| Велика Британія (BPI)                                       | Золотий       | 100 000                     |
| США                                                         | —             | 4,000                       |
| продажі+прослуховування, що базуються лише на сертифікаціях |               |                             |

## Історія релізу
| Країна | Дата              | Формат                               | Лейбл                            | Прим.  |
| ------ | ----------------- | ------------------------------------ | -------------------------------- | ------ |
| Японія | 4 квітня 2018     | CD DVD цифрове завантаження стримінг | Big Hit Universal Def Jam Virgin | [ 46 ] |
| Різні  | 4 квітня 2018     | цифрове завантаження стримінг        | Big Hit Universal Def Jam Virgin | [ 46 ] |
| США    | 16 листопада 2018 | CD цифрове завантаження стримінг     | Big Hit Universal Def Jam Virgin | [ 47 ] |